# 堀内謙伍
堀内 謙伍（ほりうち けんご、1997年4月15日 - ）は、静岡県菊川市出身のプロ野球選手（捕手）。右投左打。東北楽天ゴールデンイーグルス所属。

## 経歴

### プロ入り前
菊川市立内田小学校の1年時から、地元の内田野球スポーツ少年団で野球を始める。東海大学付属翔洋高等学校中等部ではエースとして活躍した。
静岡県立静岡高校に進学後は、1年秋から捕手としてレギュラーを掴むと、2年の夏には第96回全国高等学校野球選手権大会に出場。4番として初戦の星稜高校に挑み、エースの岩下大輝からヒットを打つも、逆転負け。新チームとなった秋の大会は静岡県大会、東海大会で打率.462、2本塁打・7打点・6盗塁の活躍で優勝に貢献。第87回選抜高等学校野球大会では準々決勝で優勝した敦賀気比高校のエース平沼翔太に自身は抑えられ、チームもサヨナラ負けを喫した。3年夏の選手権静岡県大会では初戦で好投手小澤怜史擁する日大三島高校と対戦し、5-2で勝利、その後も勝ち進み、3季連続の全国大会出場を果たした。第97回全国高等学校野球選手権大会では初戦で髙部瑛斗擁する東海大甲府高校と対戦し、自身は2安打を打つも、7-8で敗れた。甲子園通算5試合、打率.278（18打数5安打）、3打点。1学年後輩に鈴木将平がいる。
3年夏の選手権大会直後に日本で開かれた第27回WBSC U-18ベースボールワールドカップでは、日本代表の捕手として投手陣を支えるとともに、出場7試合で打率.438（16打数7安打）、5打点を記録。チームの準優勝に貢献するとともに、捕手部門でベストナインに選ばれた。
2015年10月22日に行われたドラフト会議では、東北楽天ゴールデンイーグルスから4位指名を受け、契約金4000万円、年俸600万円（金額は推定）という条件で入団した。背番号は65。

### 楽天時代
2016年は、「高校2年の春から痛めていた」という右掌側の小指の骨の状態が、春季二軍キャンプ2日目（2月2日）の打撃練習中に悪化。右手有鉤（ゆうこう）骨の骨折と有鈎骨体部のらせん骨折が判明したため、急遽キャンプから離脱したうえで、2月19日に患部の手術を受けた。手術後の5月24日には、この年から球団内に創設された「育成チーム」の一員として、同チーム初めての対外試合（バイタルネット硬式野球部との練習試合）に出場。スタメンマスクで実戦デビューを果たした。6月中旬からは、イースタン・リーグの公式戦13試合に出場。本塁打を放てなかったものの、2打点、打率.182を記録した。
2017年は、地元の静岡県内にある草薙球場で7月13日に開かれたフレッシュオールスターゲームに、イースタン・リーグ選抜の「8番・捕手」としてスタメンで途中まで出場。3回裏の第1打席で安打を打ったほか、バッテリーを組んだ投手陣を無失点に導いた。一軍公式戦へのデビューまでには至らなかったが、同リーグの公式戦では49試合に出場。11月25日から台湾で開催されたアジアウインターベースボールリーグにも、NPBイースタン選抜のメンバーとして参加した。
2018年は、入団後初めて、春季キャンプを一軍で過ごした。公式戦の開幕を二軍で迎えたものの、5月13日の対オリックス・バファローズ戦（京セラドーム大阪）9回表に、代走で一軍公式戦へのデビューを果たした。9月25日の対埼玉西武ライオンズ（楽天生命パーク宮城）では、「9番・捕手」として一軍公式戦で初めてスタメンに起用されると、4回裏の第2打席で榎田大樹から適時三塁打を打ったことで初安打・初打点を記録。一軍公式戦全体では、12試合の出場で打率.174、2打点、1盗塁を記録した。イースタン・リーグ公式戦には、チームの捕手では最も多い77試合に出場した。
2019年は5月16日に一軍に昇格してからは一軍登録を抹消されることなくシーズン終了まで一軍に帯同し、自己最多となる65試合に出場した。チームトップの52試合でスタメンマスクを被り、盗塁阻止率は.360を記録した。シーズンオフとなる10月には右肘関節鏡視下クリーニング手術を受けた。
2020年は手術の影響もあり、前年を大きく下回る10試合の出場に終わった。プライベートでは8月に入籍した。
2021年は一軍出場なしに終わった。二軍では本職の捕手に加えて一塁手、三塁手、外野手としても試合に出場して、特に三塁手としては57試合に出場した。
2022年は自身初となる開幕一軍入りを果たしたが、5試合の出場にとどまりシーズンを終えた。
2023年は8月23日の対北海道日本ハムファイターズ戦（エスコンフィールドHOKKAIDO）で北浦竜次から自身4年ぶりとなる安打を放った。
2025年は開幕一軍とはならなかったが4月12日に一軍昇格。打撃が低調な正捕手格の太田光に代わってスタメン起用され、5月4日のオリックス・バファローズ戦（楽天モバイル）では2回無死一・三塁の好機で、ファウルで粘った後の11球目を右前へ弾き返し、6年ぶりの適時打を記録した。「無我夢中で打ちました」と笑顔で振り返った。5月16日のソフトバンクホークス戦（みずほPayPay）ではプロ10年目にして有原航平からプロ初本塁打を放った。

## 選手としての特徴・人物
強肩とインサイドワークに長けたリードが魅力の捕手。走塁面でも俊足を誇る。
お笑いトリオ『ネプチューン』のメンバー・堀内健のファンであり、自身の愛称も健と同じ「ホリケン」。

## 詳細情報

### 年度別打撃成績
| 年 度     | 球 団     | 試 合 | 打 席 | 打 数 | 得 点 | 安 打 | 二 塁 打 | 三 塁 打 | 本 塁 打 | 塁 打 | 打 点 | 盗 塁 | 盗 塁 死 | 犠 打 | 犠 飛 | 四 球 | 敬 遠 | 死 球 | 三 振 | 併 殺 打 | 打 率 | 出 塁 率 | 長 打 率 | O P S |
| --------- | --------- | ----- | ----- | ----- | ----- | ----- | -------- | -------- | -------- | ----- | ----- | ----- | -------- | ----- | ----- | ----- | ----- | ----- | ----- | -------- | ----- | -------- | -------- | ----- |
| 2018      | 楽天      | 12    | 24    | 23    | 3     | 4     | 0        | 1        | 0        | 6     | 2     | 1     | 0        | 0     | 0     | 1     | 0     | 0     | 1     | 0        | .174  | .208     | .261     | .469  |
| 2019      | 楽天      | 65    | 140   | 122   | 6     | 19    | 2        | 2        | 0        | 25    | 13    | 0     | 0        | 11    | 0     | 5     | 1     | 2     | 41    | 2        | .156  | .202     | .205     | .406  |
| 2020      | 楽天      | 10    | 8     | 7     | 0     | 0     | 0        | 0        | 0        | 0     | 0     | 0     | 0        | 1     | 0     | 0     | 0     | 0     | 4     | 0        | .000  | .000     | .000     | .000  |
| 2022      | 楽天      | 5     | 1     | 1     | 0     | 0     | 0        | 0        | 0        | 0     | 0     | 0     | 0        | 0     | 0     | 0     | 0     | 0     | 0     | 0        | .000  | .000     | .000     | .000  |
| 2023      | 楽天      | 3     | 3     | 2     | 0     | 1     | 0        | 0        | 0        | 1     | 0     | 0     | 0        | 0     | 0     | 1     | 0     | 0     | 0     | 0        | .500  | .667     | .500     | 1.167 |
| 2024      | 楽天      | 4     | 6     | 6     | 0     | 0     | 0        | 0        | 0        | 0     | 0     | 0     | 0        | 0     | 0     | 1     | 0     | 0     | 1     | 0        | .000  | .000     | .000     | .000  |
| 通算：6年 | 通算：6年 | 99    | 182   | 161   | 9     | 24    | 2        | 3        | 0        | 32    | 15    | 1     | 0        | 12    | 0     | 7     | 1     | 2     | 47    | 2        | .149  | .194     | .199     | .393  |

- 2024年度シーズン終了時

### 年度別守備成績
| 年 度 | 球 団 | 捕手  | 捕手  | 捕手  | 捕手  | 捕手  | 捕手     | 捕手  | 捕手     | 捕手     | 捕手     | 捕手     |
| 年 度 | 球 団 | 試 合 | 刺 殺 | 補 殺 | 失 策 | 併 殺 | 守 備 率 | 捕 逸 | 企 図 数 | 許 盗 塁 | 盗 塁 刺 | 阻 止 率 |
| ----- | ----- | ----- | ----- | ----- | ----- | ----- | -------- | ----- | -------- | -------- | -------- | -------- |
| 2018  | 楽天  | 11    | 67    | 8     | 1     | 0     | .987     | 2     | 8        | 6        | 2        | .250     |
| 2019  | 楽天  | 65    | 331   | 34    | 5     | 3     | .986     | 3     | 25       | 16       | 9        | .360     |
| 2020  | 楽天  | 10    | 23    | 2     | 0     | 0     | 1.000    | 1     | 2        | 1        | 1        | .500     |
| 2022  | 楽天  | 5     | 9     | 1     | 0     | 0     | 1.000    | 0     | 1        | 1        | 0        | .000     |
| 2023  | 楽天  | 3     | 3     | 1     | 0     | 0     | 1.000    | 0     | 0        | 0        | 0        | ----     |
| 2024  | 楽天  | 4     | 13    | 1     | 2     | 0     | .875     | 0     | 5        | 4        | 1        | .200     |
| 通算  | 通算  | 98    | 446   | 47    | 8     | 3     | .984     | 6     | 41       | 28       | 13       | .317     |

- 2024年度シーズン終了時[注 1]

### 記録
初記録
- 初出場：2018年5月13日、対オリックス・バファローズ9回戦（京セラドーム大阪）、9回表にゼラス・ウィーラーの代走で出場
- 初打席：2018年9月22日、対北海道日本ハムファイターズ22回戦（札幌ドーム）、8回表に浦野博司から空振り三振
- 初先発出場：2018年9月25日、対埼玉西武ライオンズ25回戦（楽天生命パーク宮城）、「9番・捕手」で先発出場
- 初安打・初打点：同上、4回裏に榎田大樹から中越適時三塁打
- 初盗塁：2018年10月13日、対千葉ロッテマリーンズ25回戦（ZOZOマリンスタジアム）、3回表に二盗（投手：岩下大輝、捕手：吉田裕太）
- 初本塁打：2025年5月16日、対福岡ソフトバンクホークス7回戦（みずほPayPayドーム福岡）、6回表に有原航平から右越2ラン[27]

### 背番号
- 65（2016年[10] - ）

### 代表歴
- 第2回WBSC U-23ワールドカップ：日本代表